# Альенде, Марсело
Марсе́ло Ива́н Алье́нде Бра́во (исп. Marcelo Iván Allende Bravo; род. 7 апреля 1999, Пудауэль, Сантьяго) — чилийский футболист, атакующий полузащитник клуба «Мамелоди Сандаунз».

## Клубная карьера
Альенде — воспитанник клуба «Кобрелоа». В 2016 году Марсело перешёл в «Депортес Санта-Крус», где и начал профессиональную карьеру. 13 марта в матче против «Навала» он дебютировал в чилийской Сегунде. В том же году им активно интересовался лондонский «Арсенал». 16 апреля 2017 года в поединке против «Депортес Мелипилья» Марсело забил свой первый гол за «Депортес Санта-Крус». Летом того же года Альенде перешёл в мексиканскую «Некаксу», но для получения игровой практики на правах аренды на полгода был оставлен в своём первом клубе. В начале 2018 года Марсело вернулся в Мексику. 21 января в матче против «Гвадалахары» он дебютировал в мексиканской Примере.

## Международная карьера
В 2015 году Альенде в составе юношеской сборной Чили принял участие в домашнем юношеском чемпионате мира. На турнире он сыграл в матчах против команд Хорватии, Нигерии США и Мексики. В поединках против американцев и нигерийцев Марсело забил по голу.
12 декабря 2021 года дебютировал за главную сборную Чили в товарищеской игре против Сальвадора.